# Plava knjiga
Plava knjiga (službeno: Popis dijagnostičkih i terapijskih postupaka u zdravstvenim djelatnostima - vremenski i kadrovski normativi) hrvatska je inačica Međunarodne klasifikacije medicinskih postupaka. Taj sustav šifri je u siječnju 1992. propisao Republički fond zdravstvenog osiguranja i zdravstva, a danas ga održava njegov sljednik, Hrvatski zavod za zdravstveno osiguranje.
Osnovna svrha popisa je administrativno-ekonomska - planiranje, prikazivanje i obračunavanje zdravstvenih postupaka u svim organizacijama zdravstvene zaštite u Hrvatskoj. Iz tog je razloga uz šifru svakog postupka naveden i njegov kadrovski i vremenski normativ rada, te broj bodova nužan za izračun cijene rada.
Šifra postupka je 5-znamenkasti broj (#####) u kojem prva znamenka šifrira klasifikacijsku cjelinu, a preostale znamenke se nižu prema rednom broju formirajući podskupine. Popis postupaka je danas podijeljen u 8 cjelina:
1. Postupci medicinske dijagnostike
2. Laboratorijski dijagnostički postupci
3. Radiologija i drugi oblici primjene fizike u medicini
4. Prevencijski postupci
5. Operacijski zahvati i postupci
6. Ljekarnički postupci
7. Drugi terapijski postupci i zahvati
8. Pomoćni postupci